# Esnobismo cronológico
Encontre fontes: ABW  •  CAPES  •  Google (notícias • livros • acadêmico)
Esnobismo cronológico é uma expressão criada pelos amigos C. S. Lewis e Owen Barfield, para a falácia de se considerar o pensamento, a arte ou a ciência de uma época ou período anterior como necessariamente inferiores, quando comparado com o presente. Como Barfield explica, é a crença de que a "humanidade enganou-se por incontáveis gerações nos erros mais infantis em todo o tipo de assuntos cruciais, até que foi redimida por um parecer científico do último século.". O assunto surgiu entre eles quando Barfield converteu-se à Antroposofia e estava tentando persuadir Lewis (um ateu na ocasião) a também aderir àquela religião. Uma das objeções de Lewis era a de que religião seria algo ultrapassado. Em seu livro "Surprised by joy" ele explica porque isso é uma falácia.
| “ | Barfield nunca fez de mim um Antroposofista, mas seus contra-ataques destruíram para sempre dois elementos de meu próprio pensamento. Em primeiro lugar, ele acabou com o que eu chamo de meu "esnobismo cronológico", a aceitação sem crítica do clima intelectual comum de nossa própria era e a suposição de que qualquer ideia que tenha saído de moda é, por esse motivo, desacreditada. Você precisa descobrir porquê saiu de moda: foi refutada (e se sim, por quem, onde e como se chegou a essa conclusão) ou meramente foi desaparecendo, como a moda costuma fazer? Se foi este último caso, isto não diz nada sobre sua verdade ou falsidade. Percebendo isto, compreende-se que nosso próprio tempo é também "um período", e certamente tem, como todos os períodos, suas próprias ilusões características. Muito provavelmente elas se encondem naquelas pressuposições generalizadas que são tão intrínsecas na era que ninguém ousa atacar ou sente que é necessário defender. | ” |

## Formalização
Pode-se formalizar a falácia do esnobismo cronológico da seguinte maneira:
1. Argumenta-se A
2. A é um argumento antigo, do tempo em que as pessoas também acreditavam em B.
3. B é claramente falso.
4. Portanto, A é falso.

## Exemplos
O uso da palavra "medieval" para significar "atrasado" é um exemplo, assim como o uso do vocábulo "atrasado" para significar "pouco sofisticado".
G. B. Tennyson, em seu livro "Owen Barfield: Homem e significado", oferece o seguinte testemunho ocular:
| “ | Eu estava assistindo a uma palestra com um grupo variado mas exclusivamente universitário de umas 500 pessoas quando o palestrante, um Ph.D em Física, disse, quase que de passagem, "Lembrem-se de que há apenas 300 anos atrás acreditava-se que a terra era plana!". Considerável risada saudou esta incrível pseudorrepresentação (ou deveria dizer, falsidade?), e a plateia murmurou entre si congratulações e satisfação por seu conhecimento superior. Depois o palestrante fez referência à antiga crença de que o Sol gira em torno da Terra. Mais risadas. O físico, era visível, estava meramente oferecendo incenso no altar de alguns de nossos ídolos do século XX. | ” |